# Јужни мост
Јужни мост или саутбриџ (енгл. Southbridge), је интегрисано коло на матичној плочи које је задужено за комуникацију између процесора и улазно/излазних уређаја, као и хардвера који не захтевају велику брзину преноса података, попут PCI, паралелних или серијских АТА прикључака и BIOS-а. 
Крајем 80-тих као допуну саутбриџу уведен је супер улаз/излаз (енгл. Super I/O) који је задужен за комуникацију са серијским и паралелним портовима, мишем, тастатуром, итд. Он са процесором комуницира преко саутбриџа, а саутбриџ са процесором комуницира преко северног моста.
Поједини произвођачи су почели да комбинују северни и јужни мост у једно интегрисано коло. Уобичајни назив за северни и јужни мост је чипсет, што означава више интегрисаних кола која раде заједно.